# Свидь
Свидь — река в Каргопольском районе Архангельской области (в верхнем течении по ней проходит граница Каргопольского и Коношского района), вытекает из оз. Воже, впадает в оз. Лача, принадлежит бассейну Онеги.

Бассейн Онеги

Длина реки 64 км, площадь водосборного бассейна — 6850 км².
Свидь вытекает из северной части озера Воже, течёт на всем своём протяжении на север по ненаселённой и малонаселённой местности. Ширина реки от 40 до 120 метров. 
В верхнем течении река течёт в болотистых, лесных берегах, в среднем течении река пересекает каменистую гряду, образуя небольшие порожки. На этом участке в реке большое количество валунов, русло сужается до 10-15 метров, течение ускоряется, берега высокие, местами обрывистые. На нижнем участке реки течение ослабевает, берега вновь становятся низкими и болотистыми. Свидь впадает в южную часть озера Лача двумя рукавами.
Река ранее была судоходна от д. Горка, конечного пункта пассажирской линии «Каргополь — Горка» (103 км). На данном участке выставлялась судоходная обстановка, состоящая из кромочных вех. Устье реки было обозначено знаками-ориентирами. В XIX веке была попытка шлюзования реки. Выше д. Горка у порога был построен шлюз. 
На Свиди имеется один мост, ранее находившийся на железнодорожной линии Ерцево - Совза. Железная дорога разобрана. 

## Топографическая карта
- Лист карты P-37-XXVII,XXVIII Совза. Масштаб: 1 : 200 000. Состояние местности на 1986 год. Издание 1993 г.